# Bernard A. Harris
Bernard Anthony Harris, Jr., född 26 juni 1956 i Temple, Texas, är en amerikansk astronaut uttagen i astronautgrupp 13 den 17 januari 1990.

## Rymdfärder
- STS-55
- STS-63